# Coupe de Catalogne de water-polo féminin
Pour les articles homonymes, voir Coupe de Catalogne.
La coupe de Catalogne de water-polo féminin est une compétition annuelle jouée entre les meilleurs clubs catalan de water-polo depuis 2008.
Elle est disputée en octobre, en ouverture de la saison de la divion d’honneur espagnole, sauf lors de la saison 2011-2012 où elle a lieu pendant le championnat d’Europe.

## Palmarès
- Octobre 2008: Club Esportiu Mediterrani[1]
- Octobre 2009 : Club Natació Sabadell[2],[3]
- Octobre 2010 : Club Natació Sabadell[4],[5]
- Janvier 2012 : Club Natació Sabadell[6],[7]